# Падуле (Лука)
Падуле је насеље у Италији у округу Лука, региону Тоскана.
Према процени из 2011. у насељу је живело 219 становника. Насеље се налази на надморској висини од 9 м.